# قطعنامه ۱۰۱۵ شورای امنیت
قطعنامه ۱۰۱۵ شورای امنیت سازمان ملل متحد که در تاریخ ۱۵ سپتامبر ۱۹۹۵ تصویب شد، سندی بین‌المللی دربارهٔ یوگسلاوی سابق است. این قطعنامه طی نشست ۳۵۷۸ام با ۱۵ رای موافق، ۰ مخالف و ۰ ممتنع تصویب شد.